# Barwa fioletowa
Barwa fioletowa (fiolet) – światło o długości od 380 do 450 nm.
Kolor fioletowy można uzyskać na kilka sposobów:
- jako monochromatyczny – emitując światło o długości 380 do 450 nm.
- poprzez dodawanie barw – np. na monitorze fiolet powstaje, kiedy obok siebie dwa punkty luminoforu świecą na czerwono i niebiesko.
- poprzez odejmowanie barw – np. nakładając na białą płaszczyznę półprzezroczysty filtr (farbę) w kolorze żółtym i drugi w kolorze zielono-niebieskim.

## Historia i symbolika
Fioletowy od zawsze kojarzył się z władzą, uduchowieniem i szlachetnością. Podobna do fioletu purpura była bardzo cennym barwnikiem naturalnym, uzyskiwanym z niektórych gatunków ślimaków, używano jej w starożytności, a później w średniowieczu, do farbowania płaszczy osób piastujących wysokie stanowiska. W religii purpura symbolizuje mękę Chrystusa, w imperialnej Anglii była jedynym kolorem, którym w czasie żałoby można było dopełnić odcienie szarego i czarnego, przez co aż do początku XIX wieku był uważany za kolor ponury.
W latach 60. fiolet stał się kolorem buntu i przemian, uznawano go za niekonwencjonalny i prowokujący, zaś odcienie fioletu stały się symbolem młodości i poszukiwania wolności.
W Tajlandii fiolet jest kolorem żałoby dla wdów.
Fioletowy trójkąt był jednym z symboli oznakowania więźniów – Świadków Jehowy – w niemieckich nazistowskich obozach koncentracyjnych, używany w III Rzeszy.

## Dodatkowe informacje

### Niektóre fioletowe minerały
- ametyst
- dumortieryt